# Kapasia
Kapasia är ett underdistrikt i Bangladesh. Det ligger i den centrala delen av landet, 50 km norr om huvudstaden Dhaka.
Trakten runt Kapasia består till största delen av jordbruksmark. Runt Kapasia är det mycket tätbefolkat, med 1 177 invånare per kvadratkilometer.